# National Renewable Energy Laboratory
O National Renewable Energy Laboratory (NREL) ou Laboratório Nacional de Energia Renovável é um laboratório localizado na cidade de Golden, Colorado, e que pertence ao Departamento de Energia dos Estados Unidos. Ele é o mais importante centro de pesquisa e desenvolvimento de energias renováveis e eficiência energética dos Estados Unidos.